# إرنست ديتر روسمان
إرنست ديتر روسمان هو سياسي ألماني، ولد في 4 فبراير 1951 في إلمسهورن في ألمانيا. نشط حزبياً في الحزب الديمقراطي الاجتماعي الألماني. في الانتخابات الفيدرالية الألمانية 2017، انتخب عضو في البوندستاغ الألماني عن دائرة Pinneberg (electoral district) ‏ وقد انضم خلال البوندستاغ الألماني التاسع عشر (24 أكتوبر 2017 – ) للكتلة البرلمانية المجموعة البرلمانية للحزب الديمقراطي الاجتماعي ‏ وانتخب عضو مجلس نواب شلسفيغ هولشتاين ‏ وانتخب عضو في البوندستاغ الألماني خلال فترته النيابية ‏ (26 أكتوبر 1998 – 17 أكتوبر 2002).

## وصلات خارجية
- الموقع الرسمي